# Malý Klín (Wysoki Jesionik)
Malý Klín (historyczna nazwa niem. Kleine Käulig Berg lub Kleine Keil, cz. Klínec) – szczyt (góra) o wysokości 1101 m n.p.m. (podawana jest też wysokość 1099 m n.p.m. , 1099,3 m n.p.m.  lub 1101,8 m n.p.m. ) w paśmie górskim Wysokiego Jesionika (cz. Hrubý Jeseník), w północno-wschodnich Czechach, w Sudetach Wschodnich, na Śląsku, w obrębie gminy Bělá pod Pradědem, oddalony o około 4,8 km na północny zachód od szczytu góry Pradziad (cz. Praděd). Rozległość góry (powierzchnia stoków) szacowana jest na około 1,1 km², a średnie nachylenie wszystkich stoków wynosi około 21°.

## Charakterystyka

### Lokalizacja
Góra Malý Klín położona jest nieco na północ od centrum całego pasma Wysokiego Jesionika, leżąca w części Wysokiego Jesionika, w północnym obszarze (mikroregionu) o nazwie Masyw Pradziada (cz. Pradědská hornatina), położoną na krótkiej, północnej gałęzi bocznej grzbietu głównego (grzebieniu) góry Pradziad, ciągnącego się od przełęczy Červenohorské sedlo do przełęczy Skřítek. Jest ona niejako „doczepiona” od północy do masywu góry Malý Jezerník. Malý Klín jest górą rozpoznawalną jedynie z najbliższych jej okolic, głównie z punktów widokowych na stokach sąsiednich gór i miejsc, w wachlarzu kierunków od zachodniego, poprzez północny do wschodniego. Od południa przysłonięta jest grzbietem głównym góry Pradziad, z tego względu jest niewidoczna np. z charakterystycznego punktu widokowego – z drogi okalającej szczyt góry Dlouhé stráně czy też z innego charakterystycznego punktu widokowego – z drogi okalającej połać szczytową góry Pradziad jest również niewidoczna, bo przysłonięta masywem góry Velký Jezerník.
Malý Klín zajmuje stosunkowo niewielki obszar, bowiem rozciąga się on na długościach około 1 km na kierunku (wschód – zachód) i 1,5 km na kierunku (północ – południe). Górę ograniczają: od południa przełęcz o wysokości 1091 m n.p.m. w kierunku szczytu Malý Jezerník, od zachodu i północnego zachodu dolina potoku o nazwie Bukový potok oraz od wschodu dolina potoku Studený potok (1). W otoczeniu góry znajdują się następujące szczyty: od południa Malý Jezerník, od południowego zachodu Výrovka, od północnego zachodu Velký Klín, Velký Klín–JZ, Kamenný kostel i Jeřáb, od północnego wschodu Skalnatý i Hřib, od wschodu Osikový vrch oraz od południowego wschodu Nad Vodopádem, Sokolí skála (2) i Velký Jezerník.

### Stoki
W obrębie góry można wyróżnić pięć następujących zasadniczych stoków:
- zachodni
- północno-zachodni
- północny
- północno-wschodni
- wschodni

Występują tu wszystkie typy zalesienia: bór świerkowy, las mieszany oraz las liściasty, przy czym zdecydowanie dominuje zalesienie borem świerkowym. Na stokach: północno-zachodnim, północnym, północno-wschodnim i wschodnim poza borem świerkowym występują obszary pokryte lasem mieszanym, a na stokach północnym, północno-wschodnim i wschodnim wraz z obniżaniem wysokości pojawiają się nawet obszary pokryte lasem liściastym. Niemalże wszystkie stoki charakteryzują się znaczną zmiennością wysokości zalesienia, z występującymi ogołoceniami, przecinkami oraz polanami. Na północ od szczytu (stok północny), w odległości około (350 i 450) m znajdują się pojedyncze skaliska oraz w odległości około 450 m na wschód od szczytu (stok wschodni), na wysokościach około 880 m n.p.m. położona jest grupa skalna. Ponadto w odległości około 500 m na północny zachód od szczytu (stok północno-zachodni), na wysokościach około (830–950) m n.p.m. występuje obszar pokryty głazowiskiem. Przy głazowisku tym, blisko płynącego potoku Bukový potok występują grupy skalne.
Stoki mają stosunkowo jednolite, na ogół strome i zróżnicowane nachylenia. Średnie nachylenie stoków waha się bowiem od 17° (stok północny) do 27° (stok wschodni). Średnie nachylenie wszystkich stoków góry (średnia ważona nachyleń stoków) wynosi około 21°. Maksymalne średnie nachylenie stoku wschodniego na wysokościach około 1000 m n.p.m., na odcinku 50 m nie przekracza 40°. Poza wytyczonym jedynym szlakiem turystycznym, stoki pokryte są siecią nielicznych dróg oraz na ogół nieoznakowanych nielicznych ścieżek. Przemierzając je zaleca się korzystanie ze szczegółowych map, z uwagi na zawiłości ich przebiegu, zalesienie oraz zorientowanie w terenie.

### Szczyt

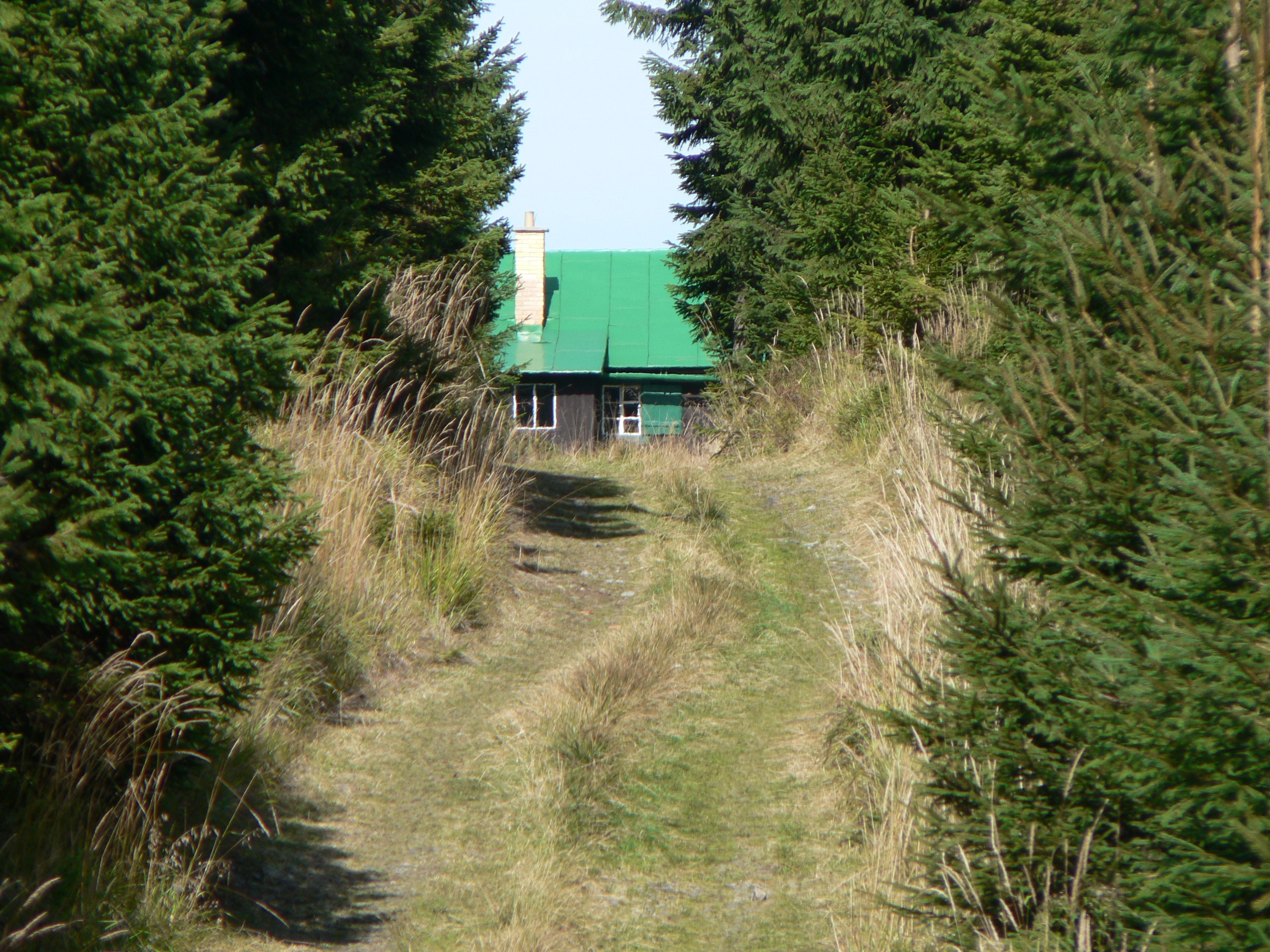
Droga główna na grzbiecie góry Malý Klín (2009 rok)

Na szczyt nie prowadzi żaden szlak turystyczny. Malý Klín jest górą o pojedynczym szczycie. Przez połać szczytową przechodzi droga główna, biegnąca grzbietem góry z przełęczy w kierunku szczytu Malý Jezerník oraz drogi o nazwie Miliónová cesta. Na połaci szczytowej znajduje się niewielka polana, na której położona jest chata o nazwie Maloklínská chata. Szczyt znajduje się wśród zalesienia borem świerkowym, pokryty trawą wysokogórską. Z uwagi na zalesienie nie jest on punktem widokowym. Na połaci szczytowej znajduje się punkt geodezyjny, oznaczony na mapach geodezyjnych numerem (8.), o wysokości 1099,34 m n.p.m. oraz współrzędnych geograficznych (50°07′09,75″N 17°11′41,86″E/50,119375 17,194961), z widocznym koło niego stalowym słupkiem, ostrzegającym przed jego zniszczeniem z tabliczką, z napisem Státní triangulace Poškození se trestá, oddalony o około 30 m na północny wschód od szczytu. Państwowy urząd geodezyjny o nazwie (cz. Český úřad zeměměřický a katastrální (CÚZK)) w Pradze podaje jako najwyższy punkt góry – szczyt – o wysokości 1101,1 m n.p.m. i współrzędnych geograficznych (50°07′08,9″N 17°11′41,6″E/50,119139 17,194889).  
Dojście do szczytu następuje z grzbietowej drogi głównej, biegnącej z niebieskiego szlaku rowerowego  (Miliónová cesta), wytyczonego na sąsiedniej górze Malý Jezerník. Od położonej przy końcu drogi grzbietowej chacie Maloklínská chata należy orientacyjnie przejść wśród zalesienia (mniej więcej w kierunku północnym) odcinek o długości około 20 m dochodząc w ten sposób do szczytu.  

### Geologia
Pod względem geologicznym masyw góry Malý Klín należy do jednostki określanej jako warstwy vrbneńskie i zbudowany jest ze skał metamorficznych, głównie: gnejsów (plagioklazów), fyllonitów (biotytów, chlorytów i muskowitów), amfibolitów, stromatytów, łupków zieleńcowych i porfiroidów.

### Wody
Grzbiet główny (grzebień) góry Pradziad, biegnący od przełęczy Skřítek do przełęczy Červenohorské sedlo oraz dalej do przełęczy Ramzovskiej (cz. Ramzovské sedlo) jest częścią granicy Wielkiego Europejskiego Działu Wodnego, dzielącej zlewiska Morza Bałtyckiego i Morza Czarnego . 
Szczyt wraz ze stokami góry Malý Klín położony jest na północ od tej granicy, należy więc do zlewni Morza Bałtyckiego, do którego płyną wody m.in. z dorzecza rzeki Odry, będącej przedłużeniem płynących z tej części Wysokiego Jesionika górskich potoków (m.in. płynących w pobliżu góry potoków o nazwie Bukový potok czy Studený potok (1)). Na stokach góry nie ma potoków, które byłyby dopływami wspomnianych wcześniej potoków Bukový potok i Studený potok (1). 

#### Wodospady
Atrakcją dla miłośników pięknych krajobrazów są wodospady, rozsiane na stokach góry.
| Wodospady na stokach góry Malý Klín |                           |                   |                                                                   |                               |                      |
| Lp.                                 | Wodospad                  | Potok             | Lokalizacja                                                       | Wysokość bezwzględna m n.p.m. | Wysokość wodospadu m |
| 1                                   | Bukové vodopády           | Bukový potok      | stok północno-zachodni, około 730 m na północny zachód od szczytu | 775–950                       | 2; 4; 2; 4,5; 4; 2   |
| 2                                   | Vodopády Studeného potoka | Studený potok (1) | stok wschodni                                                     | 800–1030                      | 6; 4; 2,5; 3,5; 3,5  |

## Ochrona przyrody
Niemalże cały stok wschodni góry Malý Klín znajduje się w obrębie rezerwatu przyrody Vysoký vodopád (→ Rezerwat przyrody Vysoký vodopád), będącego częścią wydzielonego obszaru objętego ochroną o nazwie Obszar Chronionego Krajobrazu Jesioniki (cz. Chráněná krajinná oblast (CHKO) Jeseníky), a utworzonego w celu ochrony utworów skalnych, ziemnych i roślinnych oraz rzadkich gatunków zwierząt. Na stokach nie utworzono żadnych obiektów nazwanych pomnikami przyrody oraz nie wytyczono żadnych ścieżek dydaktycznych.

## Turystyka

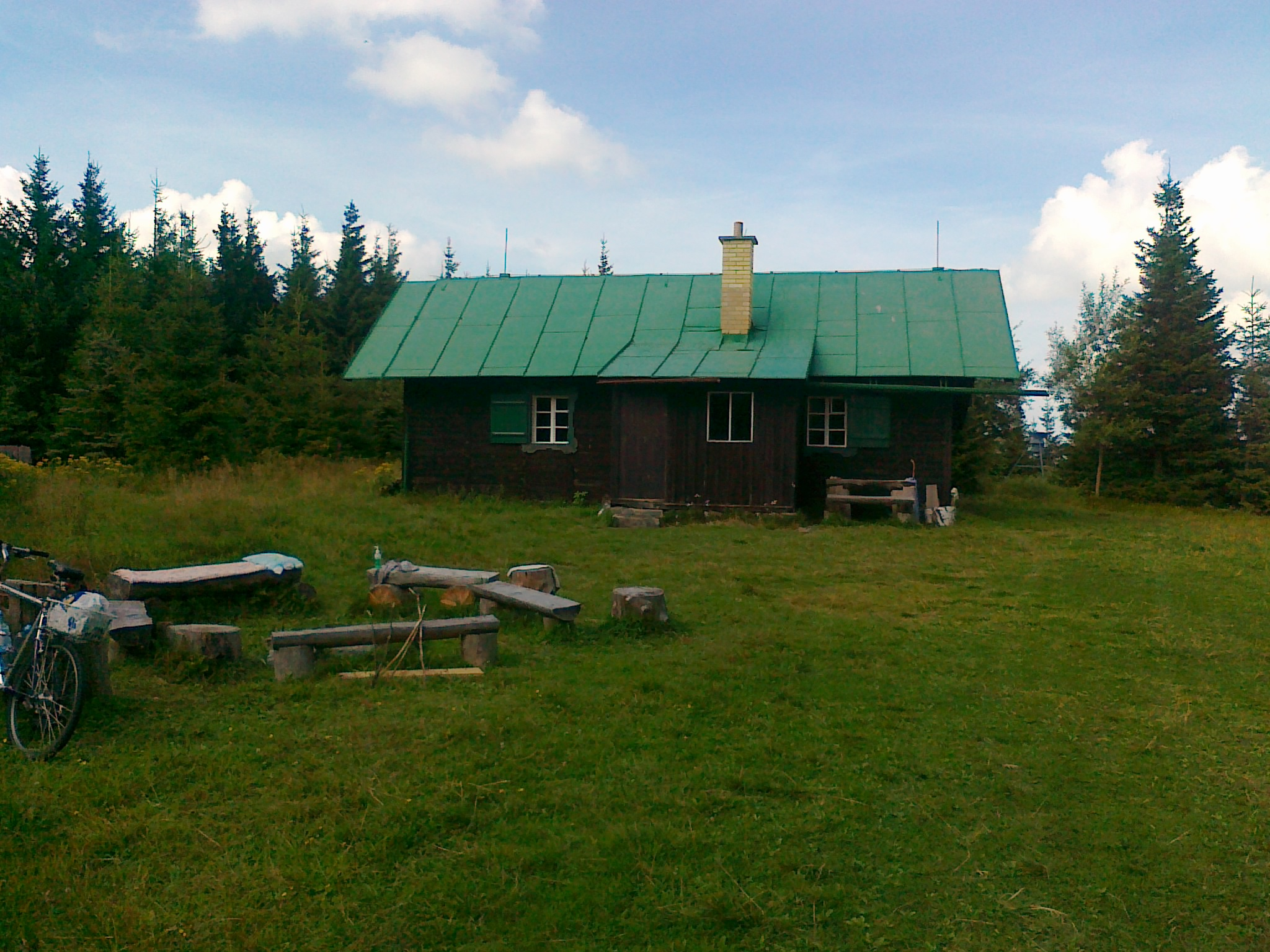
Maloklínská chata na połaci szczytowej góry Malý Klín (2012 rok)

Na górze Malý Klín nie ma żadnego schroniska turystycznego lub hotelu górskiego. Do bazy turystycznej z położonym u podnóża stoku północno-wschodniego góry Velký Klín schroniskiem turystycznym – Chata Eduard w miejscowości Bělá pod Pradědem jest od szczytu około 2,2 km w kierunku północno-wschodnim, natomiast do bazy turystycznej z hotelem Červenohorské Sedlo i pensjonatami, położonymi na przełęczy Červenohorské sedlo jest od szczytu około 3 km w kierunku północno-zachodnim. Nieco bliżej, bo w odległości około 2,4 km na południowy wschód od szczytu, na wysokości 1304 m n.p.m. położone jest najstarsze schronisko turystyczne w paśmie Wysokiego Jesionika – Švýcárna. Natomiast do bazy hoteli rozsianych wokół góry Pradziad jest od szczytu około 5 km w kierunku południowo-wschodnim, gdzie położone są następujące hotele górskie i schroniska turystyczne:
- na wieży Pradziad: hotel Praděd oraz na stoku góry Pradziad hotel górski Kurzovní chata i schronisko Barborka
- na stoku góry Petrovy kameny hotele górskie: Ovčárna i Figura oraz schronisko Sabinka

Ponadto na połaci szczytowej góry, przy grzbietowej drodze głównej położona jest Maloklínská chata, ale nie ma ona charakteru schroniska turystycznego, a którą zalicza się do tzw. chat łowieckich.

### Szlaki turystyczne, rowerowe i trasy narciarskie
Klub Czeskich Turystów (cz. Klub Českých Turistů) wytyczył w obrębie góry jedyny szlak turystyczny, przebiegający fragmentarycznie wzdłuż doliny potoku o nazwie Studený potok (1) na trasie:
 Bělá pod Pradědem – góra Nad Borovým – góra Zaječí hora – góra Ztracený vrch – góra Lysý vrch – szczyt Klanke – góra Velký Klín – rezerwat przyrody Vysoký vodopád – wodospad Vysoký vodopád – góra Malý Děd – schronisko Švýcárna – dolina potoku Środkowa Opawa – Vidly – Bílý Potok – Hutě
Przez górę nie przechodzi żaden szlak rowerowy. Ponadto w obrębie stoków nie wytyczono żadnej trasy narciarstwa biegowego, ani żadnej trasy narciarstwa zjazdowego.